# طواف فاتينفول 2009
طواف فاتينفول 2009 (بالإنجليزية: 2009 Vattenfall Cyclassics)‏ هو سباق دراجات هوائية أقيم بتاريخ أغسطس 16، تكون السباق من مرحلة واحدة وامتدّ لمسافة 225 كم بسرعة 39.270 كم/س، استغرق السباق 5 ساعة 30 دقيقة 38 ثانية. فاز به الأمريكي تايلر فارار.

## الترتيب
| م                     | الدرّاج        | البلد            | الزمن                    |
| --------------------- | ------------- | ---------------- | ------------------------ |
| الفائز بالترتيب العام | تايلر فارار   | الولايات المتحدة | 5 ساعة 30 دقيقة 38 ثانية |
| الثاني                | ماتي بريشيل   | الدنمارك         |                          |
| الثالث                | جيرالد سيوليك | ألمانيا          |                          |